# Quimbele
Quimbele è una municipalità dell'Angola appartenente alla provincia di Uíge. Ha 160.370 abitanti (stima del 2006).
Il capoluogo è Quimbele.